# 須古村
須古村（すこむら）は、佐賀県杵島郡にあった村。現在の杵島郡白石町の一部にあたる。

## 地理
白石平野（佐賀平野）の北西部に位置していた。
- 河川：六角川[2]
- 山岳：杵島山[2]

## 歴史
- 1889年（明治22年）4月1日、町村制の施行により、杵島郡堤村、馬洗村、湯崎村が合併して村制施行し、須古村が発足[1][2]。旧村名を継承した堤、馬洗、湯崎の3大字を編成[2]。
- 1907年（明治40年）須古郵便局（内堤）開設[2]
- 1955年（昭和30年）7月20日、杵島郡白石町、六角村と合併し、白石町が存続して廃止された[1][2]。合併後、白石町大字堤・馬洗・湯崎となる[2]。

### 地名の由来
景行天皇の佐賀巡行の際に六角川ほとりの人々が「われはここら州（す）の子なり、大君の為に服さん」と述べ、「州の子」が地名の起こり。

## 産業
- 農業[2]

## 教育
- 1876年（明治9年）須古小学校開校[2]。